# 索科特拉龍血樹
索科特拉龍血樹是索科特拉島上特有的一種龍血樹屬植物。它們的樹汁呈紅色，故得此名。

## 分類
索科特拉龍血樹是由不列顛東印度公司於1835年在索科特拉島上發現的。最初它被分類到紫檀屬中，但後來蘇格蘭的植物學家艾萨克·贝利·贝尔福將之正式描述及重新命名。在龍血樹屬中60-100個物種中，它們是六種會長成樹的物種之一。

## 特徵

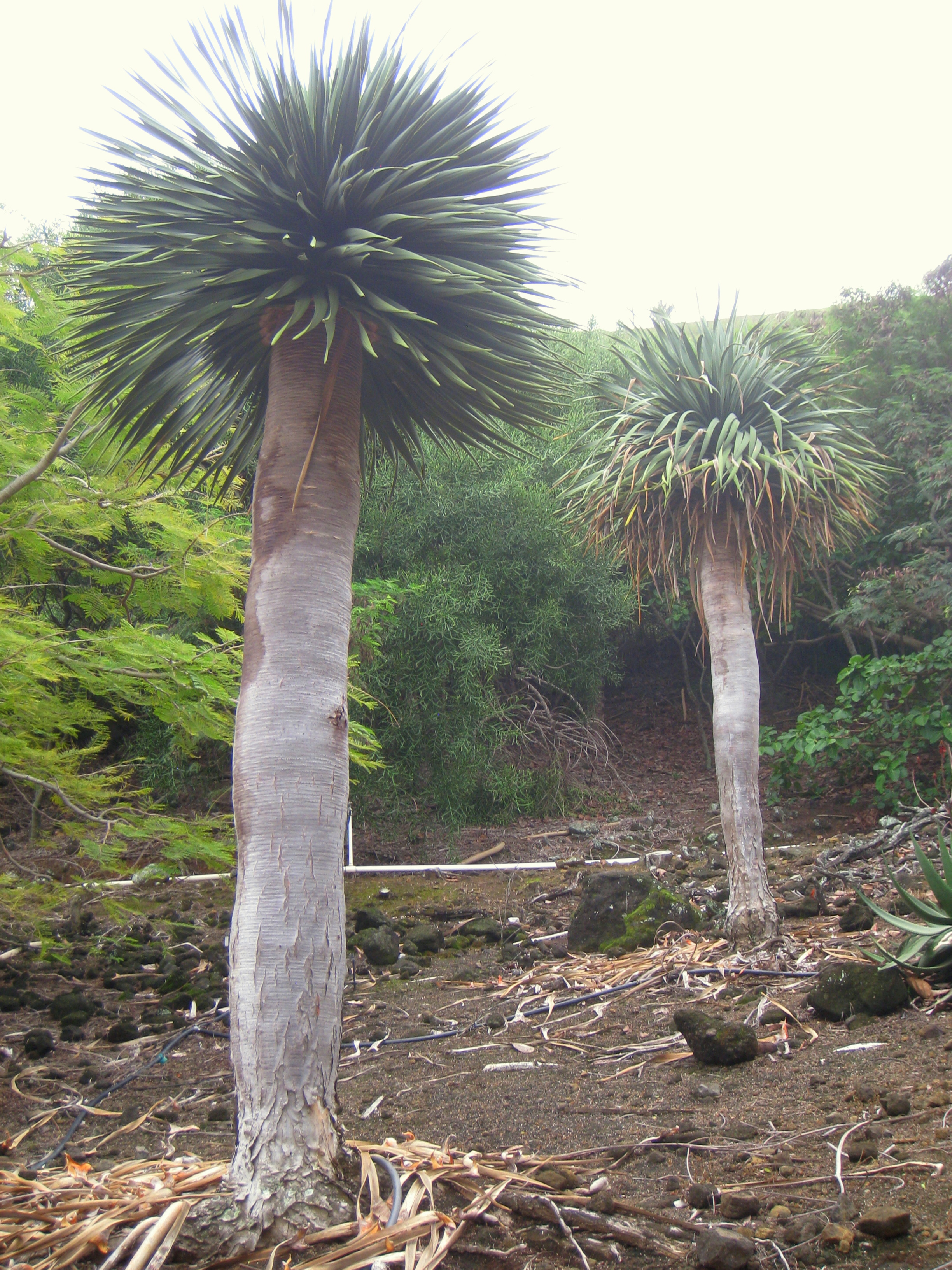
栽於夏威夷可可火山口植物園（Koko Crater Botanical Garden）的索科特拉龍血樹。

索科特拉龍血樹是索科特拉島中很獨特的植物。它們的外觀很獨特及奇怪，冠茂密像倒轉的雨傘。這種樹型可以幫助它們渡過乾旱季節，尤其是生長在高山上只有少量土壤的地方。樹冠可以提供足夠的樹蔭以減低蒸發，也可以保護樹蔭下的種子，所以它們一般會生長得較密。它們是常綠樹，樹汁呈深紅色。
索科特拉龍血樹的年輪區像雙子葉植物，樹幹及樹枝很厚及頓實。只有在最幼嫩的樹枝才會生葉，葉子每3-4年就會完全換一次。葉子長60厘米及闊3厘米。樹枝會在端芽停止生長時才會出現。
索科特拉龍血樹一般於2月開花，但也會因應位置而有所改變。花序會在樹枝末端長出，花朵是白色或綠色的。
索科特拉龍血樹的果實是細小的肉質草莓，有1-3顆種子。果實會由綠色轉為黑色，當成熟時會變成橙色，成熟約需5個月。栗翅椋鳥屬等鳥類會來吃它們的果實，從而幫助散播種子。種子直徑約有4-5毫米及重重68微克。果實會滲出深紅色的汁液，稱為血竭。

## 演化
索科特拉龍血樹相信是演化自特提斯洋的植物群。它們是上新世中期勞亞大陸亞熱帶森林的餘種，這類森林已因北非的沙漠化而消失。

## 用途

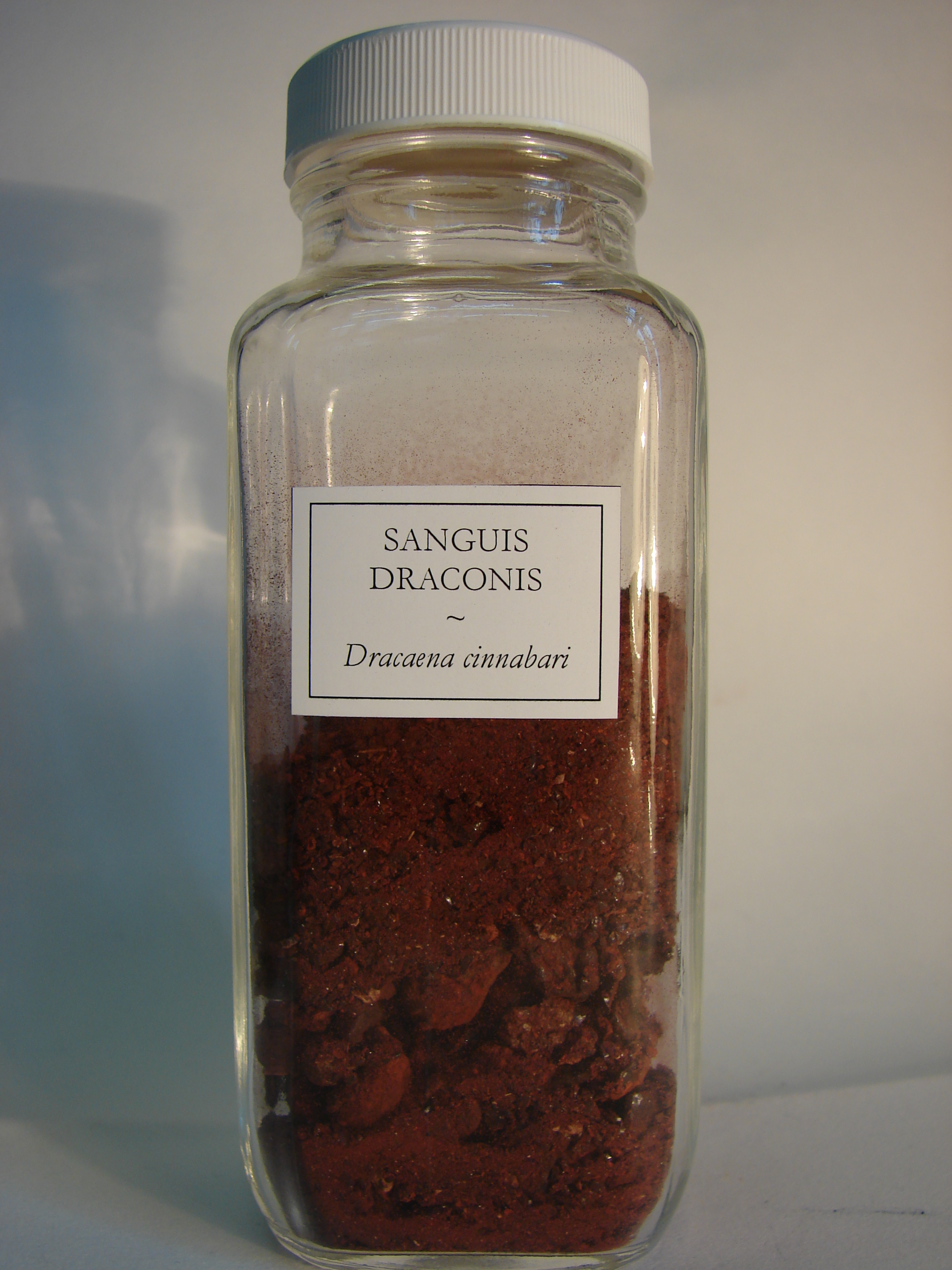
作為粉狀染料及香的血竭。

索科特拉龍血樹的樹脂，稱為血竭，由古代到現今都有重要價值。在地中海盆地，血竭可以作為染料及藥物；索科特拉島的人則會用血竭來染羊毛、膠合瓷器及口紅等。由於古時相信這是龍的血液，所以也有用在魔法及煉金術。於1883年，Isaac Bayley Balfour確認了三個級別的血竭：最高級別的外觀像淚水，其次是小片，而碎片的則為最低級別。索科特拉龍血樹相信是中世紀及文藝復興前血竭的原有來源，後來則由其他植物所取代。
索科特拉島人差不多任何疾病也用血竭來治療，包括治理傷口、凝血、腹瀉、痢疾、發熱、口內炎、胃及十二指腸潰瘍等。索科特拉龍血樹的血竭也是18世紀義大利漆的來源，並可以作為牙膏。
美洲胡毒、非洲及美洲民間魔法、與及新奧爾良巫毒也都有使用血竭。另外，血竭也會被用作潔淨或魔法印章等。

## 威脅
雖然索科特拉龍血樹的大部份生態環境仍然健在，但卻備受人口增長、工業及旅遊業發展的壓力。這些壓力包括伐林、過度牧放及城市發展等。雖然它們的分佈很廣，但卻因發展而被分散，很多群落也面臨繁殖的問題。它們最大的威脅相信是索科特拉島逐步的乾旱，這已經持續了達數百年之久。估計到2080年，它們的數量將會因此而下降達45%。它們也因採集其血竭而受到威脅。其葉子也會被摘來製作繩子，而一些樹更被製成蜂巢。

## 保育
索科特拉島被列為全球200的生態區。多種保育計劃正在展開來創造及支持當地的可持續的環境及生物多樣性管理計劃。索科特拉龍血樹是當地保育的一種重要物種，因為保育此種樹可以間接保護其他物種。索科特拉龍血樹受到《瀕危野生動植物種國際貿易公約》附錄二的保護。

## 外部連結
- ZipcodeZoo
- 來自外星的「龍血樹」-中醫千年前就已入藥 （页面存档备份，存于）